# 粕谷知世
粕谷 知世（かすや ちせ、1968年12月 - ）は、日本の小説家、ファンタジー作家。日本SF作家クラブ会員。
愛知県豊田市八草町生まれ。豊田市立保見中学校、愛知県立岡崎高等学校、大阪外国語大学イスパニア語科卒業（専攻は南米史）。在学中は染田秀藤に師事。農業団体職員を経て、外資系商社に勤務。
2024年9月、日本SF作家クラブの理事となる。

## 受賞歴
- 日本ファンタジーノベル大賞
  - 第13回（2001年）『クロニカ - 太陽と死者の記録』
- センス・オブ・ジェンダー賞大賞
  - 第4回（2004年）『アマゾニア』[6]
- センス・オブ・ジェンダー賞シスターフッド賞[7]
  - 第11回（2011年）『終わり続ける世界のなかで』

## 著書
- 『クロニカ - 太陽と死者の記録』 新潮社、2001年
- 『アマゾニア』 中央公論新社、2004年
- 『ひなのころ』 中央公論新社、2006年（のち、中公文庫）
- 『終わり続ける世界のなかで』 新潮社、2011年
- 『小さき者たち』早川書房、2020年